# Manebach
Manebach ist ein Ortsteil der Stadt Ilmenau in Thüringen.

## Geografie
Manebach liegt im Ilmtal im Thüringer Wald, ca. 3 km westsüdwestlich von Ilmenau. Der Ort ist ein Straßendorf, das über 2 km lang ist und um das sich Fichtenwälder ausbreiten. Südöstlich liegt der 861 Meter hohe Kickelhahn, der Ilmenauer Hausberg. In der Nähe liegt der Hermannstein, eine Felshöhle, die von Goethe gern besucht wurde. Nördlich des Ortes befindet sich die Hohe Warte sowie der Schwalbenstein, auf dem Goethe an nur einem Tag den vierten Akt der Iphigenie auf Tauris schrieb.

## Geschichte
Manebach wurde im Jahre 1351 erstmals urkundlich erwähnt. Damals gehörte es zur Grafschaft Henneberg. Ein erstes Gebäude für Kirchen- und Schulzwecke wurde 1515 errichtet. Die Ersterwähnung von Cammerberg auf der anderen Ilmseite fällt ins Jahr 1580. Während des Dreißigjährigen Krieges kam es in Manebach immer wieder zu großen Hungersnöten.
Im Jahre 1583 starben die Henneberger aus. Ihre Grafschaft wurde geteilt. Beide Orte gehörten zunächst zum Amt Ilmenau, welches unter gemeinsamer sächsischer Verwaltung stand. Nach der Realteilung der Grafschaft Henneberg im Jahr 1660 kam Manebach links der Ilm zum Gericht der Herren von Witzleben zu Elgersburg im Herzogtum Sachsen-Gotha, welches in der Mitte des 19. Jahrhunderts im Amt Ohrdruf aufging. Cammerberg, rechts der Ilm, blieb beim Amt Ilmenau, welches nun zum Herzogtum Sachsen-Weimar gehörte.
1682 wurde die heutige Kirche Kripplein Jesu erbaut. Der Steinkohlenbergbau begann in Manebach nachweislich im Jahr 1691. Die Blütezeit des Steinkohlenbergbaus fällt in die Zeit zwischen 1731 und 1768. Insgesamt wurden in dieser Zeit 5.000 Tonnen Steinkohle abgebaut, was einem Jahresabbau von 135 Tonnen oder einen Tagesabbau von 370 kg entspricht. 1736 errichtete man eine erste Glashütte im Ort. Sie wurde mit der Manebacher Steinkohle befeuert, was jedoch zu Komplikationen auf Grund des zu hohen Wasseranteils in der Manebacher Steinkohle führte, sodass man 1748 auf Holzbefeuerung umstieg. Die Glashütte geriet jedoch immer wieder in wirtschaftliche Probleme, was dazu führte, dass sie 1771 geschlossen wurde. Eine große Katastrophe für den Ort und die gesamte Region war 1739 der Dammbruch am Rödelsteich im Freibachtal in der Nähe Stützerbachs, der zu einer Überschwemmung des Ilmtals und zur Überflutung der Ilmenauer Bergwerksstollen führte. Dies markierte auch das Ende des Bergbaus in Ilmenau. 1775 wütete ein schwerer Brand in Manebach, welcher die Hälfte der Häuser zerstörte und zwölf Menschenleben forderte.
Im Jahre 1832 wurde die erste Maskenmanufaktur im Ort eröffnet. Sie hieß Eilers & Mey und hatte bis 1971 Bestand. Durch die Eröffnung der befestigten Straße Ilmenau – Schleusingen (heutige B4) im Jahr 1841 verbesserte sich die Infrastruktur des Ortes erheblich. 1860 begann die Porzellanproduktion. Sie endete mit dem Jahr 1972, als alle Porzellanfabriken im Ilmenauer Porzellanwerk aufgingen.
Seit 1865 wurde Manebach auch von Kurgästen besucht. Im Jahr 1877 eröffnete eine erste Postfiliale. Die Eisenbahn erreichte Manebach im Jahr 1904, als die Rennsteigbahn von Ilmenau nach Schleusingen eröffnet wurde. 1922 wurden bei der Bildung des Landkreises Arnstadt die Orte Manebach und Cammerberg vereinigt. 1952 entstand durch die Teilung des Landkreises Arnstadt der Kreis Ilmenau, dem auch Manebach angehörte. Der Ort hatte zu dieser Zeit etwa 2.700 Einwohner. Im Jahr 1988 erhielt Manebach das Prädikat Staatlich anerkannter Erholungsort zugesprochen. In den Jahren 1993 und 1996 belegte der Ort den 1. Platz im Kreiswettbewerb „Unser Dorf soll schöner werden“. Die Eingemeindung zur Stadt Ilmenau, nunmehr im Ilm-Kreis gelegen, erfolgte am 25. März 1994.

### Einwohnerentwicklung
- 1910: 2229 Einwohner
- 1938: 2307 Einwohner
- 1950: 2700 Einwohner
- 1977: 1900 Einwohner
- 31. Dezember 2002: 1482 Einwohner
- 31. Dezember 2003: 1471 Einwohner
- 30. Juni 2004: 1460 Einwohner
- 30. Juni 2005: 1433 Einwohner
- 30. Juni 2011: 1362 Einwohner

Cammerberg/Kammerberg (der kleinere Teil des Ortes auf der rechten Ilmseite) zählte 1804 76 Einwohner, 1839 waren es 114, 1919 sogar 357.

## Politik
Der ehrenamtliche Ortsbürgermeister von Manebach ist seit 2014 Stefan Schmidt. Er wurde zuletzt bei den Kommunalwahlen in Thüringen am 26. Mai 2024 im Amt bestätigt. Zusammen mit acht weiteren Mitgliedern bildet er den Ortsteilrat. Zuvor war seit 1990 Karl-Heinz Kühn (CDU) der Bürgermeister bzw. ab 1994 der Ortsbürgermeister von Manebach.

## Wirtschaft und Verkehr
Der wichtigste Wirtschaftszweig Manebachs war einst die Glasindustrie, speziell die Fabrikation von Thermometern. Weiterhin war die Verarbeitung von Holz von einiger Bedeutung: Es gab Köhler und Holzfäller, Harzer, Kienrußbrenner, Pechsieder und Holzhändler. Im 17. und 18. Jahrhundert gab es zudem einige Pottaschesieder. In Manebach wurde früher auch Steinkohle abgebaut. Seit 1691 kam Kupferabbau hinzu. Es gab auch eine weltbekannte Maskenproduktion, die einst sogar den Karneval in Rio de Janeiro ausstattete. Die nachlassende Rentabilität der Bergwerke und das regelmäßige Absaufen durch Ilm-Hochwasser, verbunden mit der Aussichtslosigkeit, andere Erwerbszweige zu finden, veranlasste in der Mitte des 19. Jahrhunderts, besonders in den Jahren 1853 bis 1872, viele Einwohner, ihr Glück in der Neuen Welt zu suchen.
Manebach liegt an der ehemaligen Bundesstraße 4, der heutigen Landesstraße 3004, die Ilmenau mit Schleusingen verbindet. Des Weiteren liegt Manebach an der Rennsteigbahn. Zwischen 1904 und 1998 verkehrten hier Züge der Bahnlinie Erfurt–Ilmenau–Schleusingen–Themar. Von Ende 2005 bis Ende 2007 gab es probeweise Zugverkehr der Erfurter Bahn.
Seit dem 15. Juni 2014 verkehrt an Wochenenden und Feiertagen der „RennsteigShuttle“ (seit 2017 Linie 46 der Süd-Thüringen-Bahn) mit 4 Zugpaaren pro Tag zum Bahnhof Rennsteig bzw. nach Ilmenau und Erfurt Hauptbahnhof.

## Kultur und Sehenswürdigkeiten

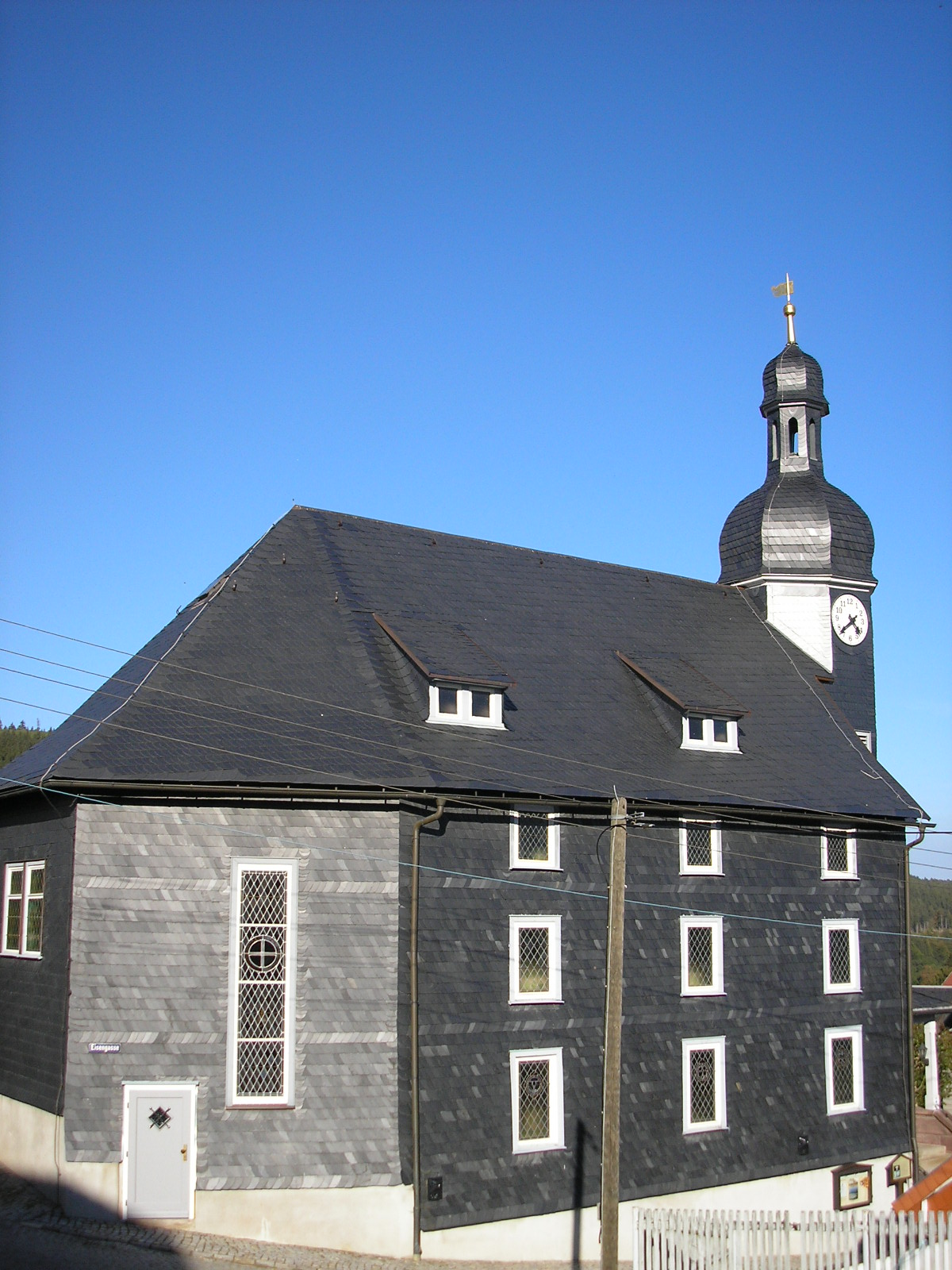
Dorfkirche „Kripplein Jesu“

### Evangelische Zum-Kripplein-Jesu-Kirche
Die Kirche entstand 1682 und wurde 1716 durch den Bau einer Sakristei vergrößert. Der rechteckige Fachwerkbau ist mit Schieferschindeln verkleidet. Im Osten steht ein achteckiger Turm mit einer barocken Haube. 1793 erhielt die Kirche ihr erstes Geläut, dies fiel jedoch dem Ersten Weltkrieg zum Opfer und wurde eingeschmolzen. Der jetzige Glockenstuhl stammt aus dem Jahr 1921 und beherbergt ein Geläut mit drei Stahlglocken der Firma Schilling aus Apolda.
Der Innenraum wird von einer Holztonne überwölbt und hat zweigeschossige Emporen. Die Orgel und ihr mit Schnitzwerk verzierter Prospekt stammen von 1858. Sie wurde von Friedrich Wilhelm Holland erbaut und 1958 um ein elektrisches Orgelgebläse ergänzt. 1860 wurde sie zur Pfarrkirche erhoben.
Sein heutiges Aussehen erhielt der Altarraum 1955/1956 mit einem geschnitzten Altarbild und einem Lesepult. Beide Stücke wurden von Otto Schmidt aus Empfertshausen geschaffen. 1979 wurde die Kirche zum Denkmal erklärt. Zwischen 1998 und 2004 wurde das Innere saniert und der Turm sowie Teile der Außenhaut und des Daches neu verschiefert. Außerdem wurde der Kirchturm durch eine goldene Bekrönung nach historischem Vorbild verziert.

## Persönlichkeiten
- Richard Schneider (1835–1917), klassischer Philologe und Gymnasialdirektor, in Manebach geboren
- Manfred Gottschall (1937–2015), Briefmarkendesigner, in Manebach geboren